# Fang Xiaoru
Fang Xiaoru (chinois : 方孝孺 ; pinyin : fāng xìaorú) est un Fonctionnaire érudit confucianiste de la Dynastie Ming, connu pour avoir continué l'école Jinhua de Zhu Xi et plus tard pour sa loyauté envers son ancien pupille, l’Empereur Ming Jianwen, dont il était précepteur impérial. Il mourut lors de la Campagne Jingnan (rébellion du Prince de Yan),,.